# Inflazione (cosmologia)
In cosmologia l'inflazione (dal termine inglese inflation, che ha conservato anche l'originario significato di "gonfiaggio" derivato dal latino inflatio) è una teoria che ipotizza che l'universo, in una fase precocissima della sua esistenza, abbia attraversato un'espansione estremamente rapida, dovuta a una grande pressione negativa.
Secondo la formulazione originaria, l'inflazione sarebbe intervenuta intorno a 10-35 secondi dall'inizio dell'evoluzione dell'universo, indicato come Big Bang, e ne avrebbe aumentato il raggio di un fattore enorme, superiore a 1030 (circa mille miliardi di miliardi di miliardi di volte), esaurendosi in un tempo brevissimo, intorno a 10−30 s . L'ipotesi prevalente è che sia stata generata da un campo di energia chiamato inflatone, forse originato da uno stato instabile dovuto alla non immediata rottura spontanea di simmetria delle forze fondamentali dopo una transizione di fase quantistica; tale campo, caratterizzato da una grande energia di punto zero, avrebbe assunto il ruolo di costante cosmologica, provocando l'espansione quasi esponenziale dell'universo. Al termine della breve fase inflazionaria l'espansione sarebbe ripresa secondo la cosmologia standard.
La teoria è stata proposta inizialmente da Aleksej Starobinskij in Unione Sovietica e contemporaneamente da Alan Guth negli Stati Uniti d'America all'inizio degli anni ottanta, allo scopo di risolvere alcuni problemi del modello del Big Bang. Secondo evoluzioni più recenti della teoria, l'inflazione cosmica si identificherebbe con lo stesso Big Bang o costituirebbe l'evento da cui esso ha avuto origine, risolvendo il problema della singolarità iniziale derivante dalla relatività generale.

## L'ipotesi dell'inflazione applicata alla teoria del Big Bang

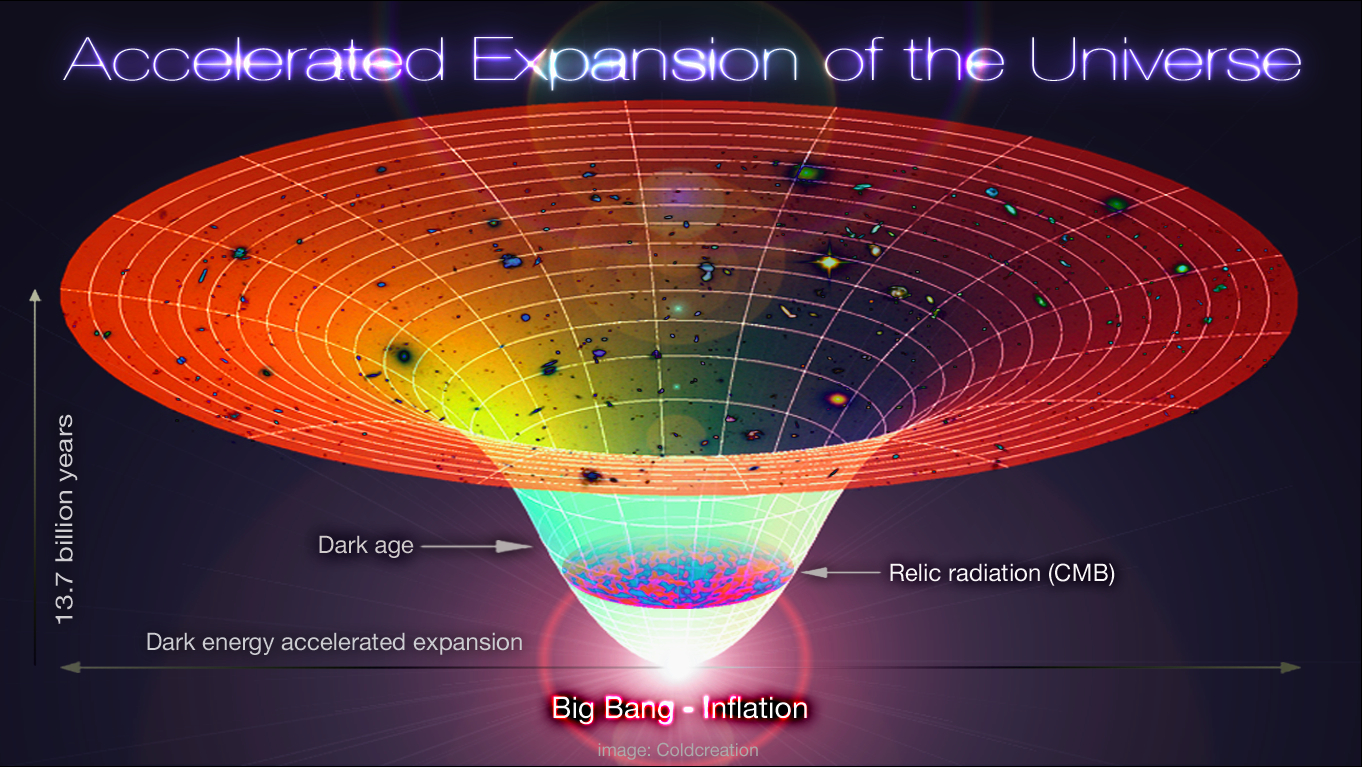
La nascita dell'universo inflazionario

L'espansione inflazionistica può essere introdotta nei modelli attraverso una costante cosmologica non nulla che, a differenza del modello tradizionale del Big Bang,  avrebbe allontanato due oggetti ad un ritmo sempre più rapido fino a superare la barriera della velocità della luce. Ciò permette di ipotizzare che tutto l'universo possa essersi sviluppato da una regione causalmente connessa, cioè così piccola che la luce ha potuto attraversarla interamente, determinandone l’equilibrio termico, nel brevissimo tempo intercorso fra la sua "nascita" e l'inizio della fase inflazionaria. Grazie a quest’ultima, l'omogeneità iniziale, ad esempio di temperatura e densità, si sarebbe potuta estendere anche su scala superluminale, cioè a regioni che la luce, in base all'età stimata dell'universo, non ha ancora potuto connettere (problema dell'orizzonte), giustificando l'isotropia della radiazione cosmica di fondo.
Oltre a quello dell’orizzonte, l’ipotesi dell'inflazione cosmica risolve diversi rilevanti problemi concettuali o paradossi che affliggevano la teoria standard del Big Bang. Fra questi il problema della piattezza dell'Universo (cioè il fatto che l'Universo sembra essere ottimamente descritto da una geometria con curvatura esattamente pari a 0) e l'assenza di difetti topologici osservati (ad esempio di monopoli magnetici), che invece sarebbero previsti da molte teorie di grande unificazione.
Determinati modelli inflazionistici consentono inoltre di eliminare la singolarità iniziale del Big Bang teorizzando che l'inflazione possa essersi sviluppata da una fluttuazione dell'energia di una microregione di spaziotempo vuoto (in senso quantistico), fluttuazione che si identificherebbe con lo stesso Big Bang (vedi anche Cosmologia quantistica) o, secondo un'altra visione, ne sarebbe stata l'origine, generando il plasma primordiale di particelle del Big Bang nel momento in cui la fase inflazionaria ha avuto termine.
Le fluttuazioni quantistiche all'interno della regione microscopica ingrandita dall'inflazione a dimensioni cosmiche sarebbero all'origine di piccole disomogeneità gravitazionalmente instabili, cresciute fino a dare origine a strutture come le galassie, gli ammassi di galassie ecc. (vedi anche formazione delle galassie).

## Curvatura dello spazio-tempo tendente a zero
Il modello standard di inflazione prevede un universo quasi piatto (la curvatura potrebbe non essere 0, ma la differenza sarebbe trascurabile nella pratica) e l'invarianza di scala delle fluttuazioni della radiazione cosmica di fondo. Ci sono anche predizioni riguardo alla fisica delle particelle vicino all'energia di grande unificazione. Negli anni ottanta ci sono stati numerosi tentativi di correlare il campo che genera l'energia del vuoto che causa l'inflazione con campi specifici previsti dalle teorie della grande unificazione, o viceversa di usare l'osservazione dell'universo come un vincolo per queste teorie. Questi sforzi sono stati infruttuosi e la natura esatta del campo che ha dato il via all'inflazione e della sua particella (l'inflatone) resta allo stato attuale una teoria senza alcun supporto sperimentale.

## Inflazione e curvatura
Secondo le teorie più accreditate è stato l'inflatone a stirare lo spazio grazie alla creazione di una forza antigravitazionale. Quindi, in base al modello inflazionario, la piattezza dell'universo, a scapito di una geometria chiusa o aperta, è strettamente collegata all'uniformità del cosmo. Il modello inflazionistico però ha evidenziato qualche limite dopo le osservazioni svolte negli ultimi anni delle supernove e degli ammassi di galassie, che hanno indotto gli astronomi a optare per l'ipotesi di un universo curvo e aperto. È stato un compito fondamentale degli studiosi, dalla fine degli anni novanta in poi, la ricerca di spiegazioni alternative che in qualche modo non intaccassero il modello inflazionario; per fare ciò è stata formulata l'ipotesi che esista un'energia aggiuntiva che curverebbe lo spazio indipendentemente dal modello preso in esame.

## L'universo a bolle
In alcuni modelli inflazionari si postula l'esistenza di infiniti universi, come fossero bolle separate da immensi spazi vuoti, che si sarebbero sviluppate dal decadimento di uno stato metastabile originario. Tale teoria è però indimostrabile in quanto è concettualmente impossibile lo studio di cose al di fuori del nostro universo.

## Osservazioni sperimentali

### 2006: esperimenti BOOMERanG e WMAP
Nel 2006 le misure di anisotropia della radiazione di fondo cosmico da parte di esperimenti su pallone stratosferico come BOOMERanG e da satellite come WMAP hanno prodotto dati in eccellente accordo con le predizioni teoriche dell'inflazione. 
L'inflazione da ipotesi speculativa è dunque diventata un modello teorico falsificabile.

### 2009-13: satellite Planck
Dal 2014 si attendono nuovi risultati da ricerche sui dati raccolti dal satellite Planck nel suo periodo di operatività (2009-13) che potrebbero gettare nuova luce sulle teorie inflazionarie.

### 2014: collaborazione BICEP2
Il 17 marzo 2014 è stato annunciato il risultato di una ricerca (collaborazione BICEP2), condotta dell'Harvard CMB Group con il radiotelescopio installato presso la base Amundsen-Scott al polo sud, che mostrerebbe le prime evidenze sperimentali dirette dell'Inflazione cosmica.
Tale risultato è stato confutato da un nuovo studio proposto per la pubblicazione sulla rivista "Physical Review Letters".
L'articolo scientifico pubblicato il 19 giugno 2014 contiene una nota aggiunta in appendice in cui si discute della possibile influenza che la polvere cosmica abbia avuto sulla misura. Il 19 settembre 2014 la collaborazione Planck ha pubblicato i risultati della misura della polarizzazione causata dalla polvere galattica, ridimensionando l'importanza dei risultati della collaborazione BICEP: l'effetto causato dalla polvere galattica è della stessa dimensione della polarizzazione misurata da BICEP2; quindi non è ancora possibile stabilire se il modello inflazionario sia corretto. Nel 2016 sono state infine scoperte le onde gravitazionali, ma non ancora la prova dell'inflazione.

## Critiche alla teoria dell'Inflazione
Paul Steinhardt, uno dei fondatori della teoria dell'inflazione, negli ultimi anni è diventato molto critico verso di essa. Inizialmente, di fronte alla conferma dell'inflazione con i dati di BICEP2, ha abbandonato la sua teoria dell'universo ecpirotico per rivedere la sua posizione sul modello inflazionario, ma poco tempo dopo è ritornato scettico su quest'ultimo.
I critici lamentano anche la mancanza di falsificabilità, che renderebbe la teoria non scientifica.

Sir Roger Penrose, proponente un tempo del Big Bang classico e oggi di una teoria denominata cosmologia ciclica conforme (CCC) afferma che, di fronte ai propri risultati teorici e alle osservazioni successive (che invece, secondo molti, confermerebbero l'inflazione), le teorie maggioritarie tra i fisici non sono secondo lui verificate: in particolare la teoria inflazionistica — da lui sempre criticata — è definita una «fantasia», mentre la teoria delle stringhe è liquidata come fenomeno di «moda» e una «fede», su cui i fisici insisterebbero erroneamente come scorciatoie che vanno contro la relatività generale, come già fecero con la supersimmetria o le molte interpretazioni iniziali della relatività, finché Einstein sistemò la teoria con i suoi calcoli, dove tutti gli altri fallirono. Riguardo alla teoria inflazionaria ha dichiarato: 
(Roger Penrose)
Ad esempio, secondo i critici, non si potrebbe vedere un lampo di luce del presunto Big Bang, se la velocità della luce non fosse in ogni caso superiore a quella delle galassie in allontanamento, mentre l'inflazione sostiene che l'espansione fu più veloce della luce, ma allo stesso tempo noi vedremmo le tracce di quella luce primordiale; nella CCC non ci sarebbero queste contraddizioni. Inoltre i risultati di BICEP2 sembrano in conflitto con quelli raccolti successivamente da Planck Surveyor.